# Tour Méditerranéen 2001
Il Tour Méditerranéen 2001, ventottesima edizione della corsa, si svolse dal 14 al 18 febbraio 2001 su un percorso ripartito in cinque tappe (la quarta suddivisa in due semitappe). Fu vinta dall'italiano Davide Rebellin della Liquigas-Pata davanti al francese David Moncoutié e al francese Laurent Brochard.

## Tappe
| Tappa  | Data        | Percorso                     | km    | Vincitore di tappa | Leader cl. generale |
| ------ | ----------- | ---------------------------- | ----- | ------------------ | ------------------- |
| 1ª     | 14 febbraio | Antibes > Mont Faron         | 140   | Ivan Basso         | Ivan Basso          |
| 2ª     | 15 febbraio | La Garde > La Seyne-sur-Mer  | 136.5 | Robbie McEwen      | Ivan Basso          |
| 3ª     | 16 febbraio | Gréasque > Salon-de-Provence | 127   | Jimmy Casper       | Ivan Basso          |
| 4ª-1ª  | 17 febbraio | Aigues-Mortes > Béziers      | 108   | Gabriele Balducci  | Ivan Basso          |
| 4ª-2ª  | 17 febbraio | Béziers > Carcassonne        | 82    | Jaan Kirsipuu      | Davide Rebellin     |
| 5ª     | 18 febbraio | Miramas > Marsiglia          | 134   | Jaan Kirsipuu      | Davide Rebellin     |
| Totale |             |                              |       |                    |                     |

## Dettagli delle tappe

### 1ª tappa
- 14 febbraio: Antibes > Mont Faron – 140 km

| Pos. | Corridore       | Squadra       | Tempo    |
| ---- | --------------- | ------------- | -------- |
| 1    | Ivan Basso      | Fassa Bortolo | 3h13'25" |
| 2    | Davide Rebellin | Liquigas-Pata | s.t.     |
| 3    | David Moncoutié | Cofidis       | a 5"     |

| Pos. | Corridore  | Squadra       | Tempo |
| ---- | ---------- | ------------- | ----- |
| 1    | Ivan Basso | Fassa Bortolo |       |

### 2ª tappa
- 15 febbraio: La Garde > La Seyne-sur-Mer – 136,5 km

| Pos. | Corridore     | Squadra | Tempo    |
| ---- | ------------- | ------- | -------- |
| 1    | Robbie McEwen | Domo    | 3h13'47" |
| 2    | Jaan Kirsipuu | AG2R    | s.t.     |
| 3    | Damien Nazon  | Bonjour | s.t.     |

| Pos. | Corridore  | Squadra       | Tempo    |
| ---- | ---------- | ------------- | -------- |
| 1    | Ivan Basso | Fassa Bortolo | 6h27'02" |

### 3ª tappa
- 16 febbraio: Gréasque > Salon-de-Provence – 127 km

| Pos. | Corridore     | Squadra       | Tempo    |
| ---- | ------------- | ------------- | -------- |
| 1    | Jimmy Casper  | FDJ           | 2h52'40" |
| 2    | Ján Svorada   | Lampre-Daikin | s.t.     |
| 3    | Jaan Kirsipuu | AG2R          | s.t.     |

| Pos. | Corridore  | Squadra       | Tempo    |
| ---- | ---------- | ------------- | -------- |
| 1    | Ivan Basso | Fassa Bortolo | 9h19'42" |

### 4ª tappa
- 17 febbraio: Aigues-Mortes > Béziers – 108 km

| Pos. | Corridore         | Squadra       | Tempo    |
| ---- | ----------------- | ------------- | -------- |
| 1    | Gabriele Balducci | Tacconi Sport | 2h31'07" |
| 2    | Stefano Zanini    | Mapei         | s.t.     |
| 3    | Jaan Kirsipuu     | AG2R          | s.t.     |

| Pos. | Corridore  | Squadra       | Tempo     |
| ---- | ---------- | ------------- | --------- |
| 1    | Ivan Basso | Fassa Bortolo | 11h50'54" |

### 5ª tappa
- 17 febbraio: Béziers > Carcassonne – 82 km

| Pos. | Corridore       | Squadra | Tempo    |
| ---- | --------------- | ------- | -------- |
| 1    | Jaan Kirsipuu   | AG2R    | 2h27'21" |
| 2    | Jimmy Casper    | FDJ     | s.t.     |
| 3    | Tristan Hoffman | CSC     | s.t.     |

| Pos. | Corridore       | Squadra       | Tempo     |
| ---- | --------------- | ------------- | --------- |
| 1    | Davide Rebellin | Liquigas-Pata | 14h18'19" |

### 6ª tappa
- 18 febbraio: Miramas > Marsiglia – 134 km

| Pos. | Corridore     | Squadra       | Tempo    |
| ---- | ------------- | ------------- | -------- |
| 1    | Jaan Kirsipuu | AG2R          | 3h02'36" |
| 2    | Danilo Hondo  | Telekom       | s.t.     |
| 3    | Nicola Minali | Tacconi Sport | s.t.     |

| Pos. | Corridore        | Squadra       | Tempo     |
| ---- | ---------------- | ------------- | --------- |
| 1    | Davide Rebellin  | Liquigas-Pata | 17h20'55" |
| 2    | David Moncoutié  | Cofidis       | a 8"      |
| 3    | Laurent Brochard | Jean Delatour | a 23"     |

## Classifiche finali

### Classifica generale
| Pos. | Corridore           | Squadra          | Tempo     |
| ---- | ------------------- | ---------------- | --------- |
| 1    | Davide Rebellin     | Liquigas-Pata    | 17h20'55" |
| 2    | David Moncoutié     | Cofidis          | a 8"      |
| 3    | Laurent Brochard    | Jean Delatour    | a 23"     |
| 4    | Francisco Mancebo   | iBanesto.com     | a 26"     |
| 5    | Patrick Jonker      | Big Mat-Auber 93 | a 36"     |
| 6    | Mirko Celestino     | Saeco            | a 39"     |
| 7    | Beat Zberg          | Rabobank         | a 49"     |
| 8    | Markus Zberg        | Rabobank         | a 52"     |
| 9    | Bobby Julich        | Crédit Agricole  | a 1'03"   |
| 10   | Sébastien Demarbaix | AG2R Prév.       | a 1'11"   |